# Битва при Асофоні
Битва при Асофоні — битва 103 р. до н. е. у Галілеї між кіпрським царем Птолемеєм IX та юдейським правителем Александром Яннаєм, котрі обидва бажали оволодіти приморським містом Птолемаїда.

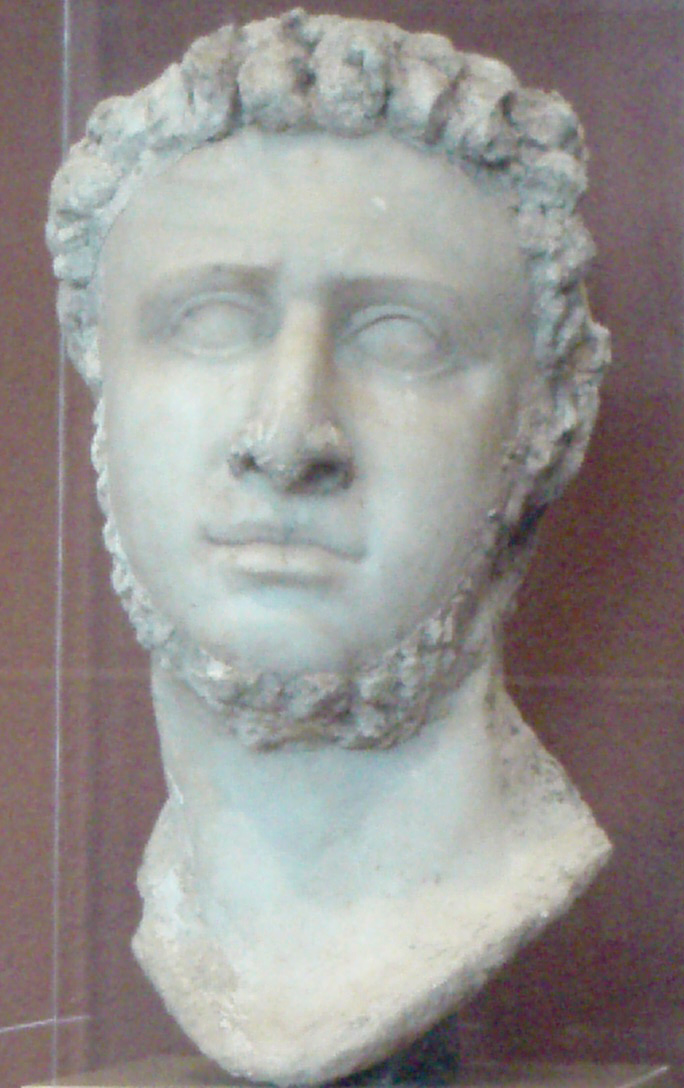
Птолемей IX Лафур

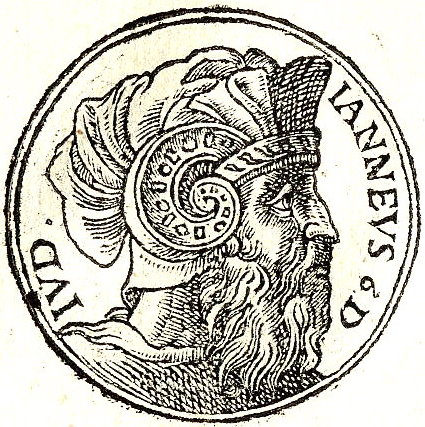
Александр Яннай

Александр Яннай одразу після свого приходу до влади вирішив продовжити кампанію проти елліністичних міст, котру до того вже кілька десятків років (з перервами) вели його батько та дід. За перший об'єкт для свого нападу він обрав важливий середземноморський порт Птолемаїда, розташований південніше від Тіра. Мешканці Птолемаїди звернулись за допомогою до кіпрського царя Птолемея IX Лафура, котрий прибув у Палестину з великим військом (за Йосипом Флавієм — 30 тисяч воїнів), що змусило Янная зняти облогу та відійти у свої землі. Хоча птолемаїдці раптово перемінили своє рішення та відмовились впустити Птолемея IX до міста, останній не збирався полишати Палестину, де до нього вже приєднались інші міста, котрим також загрожували юдеї. При цьому спершу він вирішив розібратись із Александром Яннаєм, котрий, запропонувавши кіпрському володарю союз, вів себе дволично та вступив у перемовини з Клеопатрою III — матір'ю Птолемея, яка за кілька років до того позбавила останнього єгипетського престолу.  
Лафур, полишивши частину війська для облоги Птолемаїди, вирушив до підконтрольної юдеям Галілеї. У підсумку він вийшов до річки Йордан, де зустрівся з Яннаєм. Останній зібрав велике військо (за Йосипом Флавієм — 50 тисяч воїнів) та наважився вступити у бій. У своїй армії Яннай мав 8 тисяч відбірних бійців, котрі мали мідні щити та прозивались гекатонтамахами («ті, що б'ються із сотнею ворогів»). Передові бійці армії Птолемея також мали мідні щити.
Флавій, завдяки якому до нас взагалі дійшли відомості про цю битву, особливо відзначає птолемеєвського полководця Філостепана. Останній не побоявся перевести військо на протилежний берег річки, де перебував ворог (як місце битви Флавій називає Асофон, розташування якого достеменно невідоме — за одним із припущень, він знаходився на східному березі Йордану та може бути тотожним із фортецею Амафунт поблизу устя Яббока). Александр не протидіяв цьому, розраховуючи, що наявність водної перепони в тилу ворога стане у пригоді, оскільки завадить армії Птолемея відступити. Коли дійшло до битви, обидві сторони боролися з великою енергією та мужністю і при цьому зазнали чималих втрат. Нарешті, воїни юдейського володаря почали тіснити ворога, проте Філостепан зміг перебудувати порядки своїх військ та виділити сили для підкріплення відступаючих. Підмога діяла вдало, тоді як Александр не зміг підкріпити свої сили так само, як це перед тим зробив Філостепан. У підсумку частина загонів Александра вдалась до втечі, а за ними те саме зробило й усе військо. Переможці переслідували втікачів наскільки мали сил, так що із війська Александра загинуло більше половини (за Йосипом Флавієм — 30 тисяч).
Забезпечивши свій тил, Птолемей IX повернувся до Птолемаїди та здобув її штурмом.